# Sayed Moawad
Sayed Moawad Abdelwahed, född 25 maj 1979 i Faijum, är en egyptisk före detta fotbollsspelare. Under sin karriär så vann han bland annat CAF Champions League med sitt Al-Ahly tre gånger samt Egyptiska Premier League fem gånger. Moawad gjorde även 58 landskamper för Egyptens landslag och vann Afrikanska mästerskapet två gånger.

## Meriter
Ismaily
- Egyptiska Premier League: 2002
- Egyptiska cupen: 2000

Al-Ahly
- Egyptiska Premier League: 2008, 2009, 2010, 2011, 2014
- Egyptiska supercupen: 2008, 2010, 2011, 2014
- CAF Champions League: 2008, 2012, 2013
- CAF Super Cup: 2009, 2013, 2014

Egypten
- Afrikanska mästerskapet: 2008, 2010